# 연밥

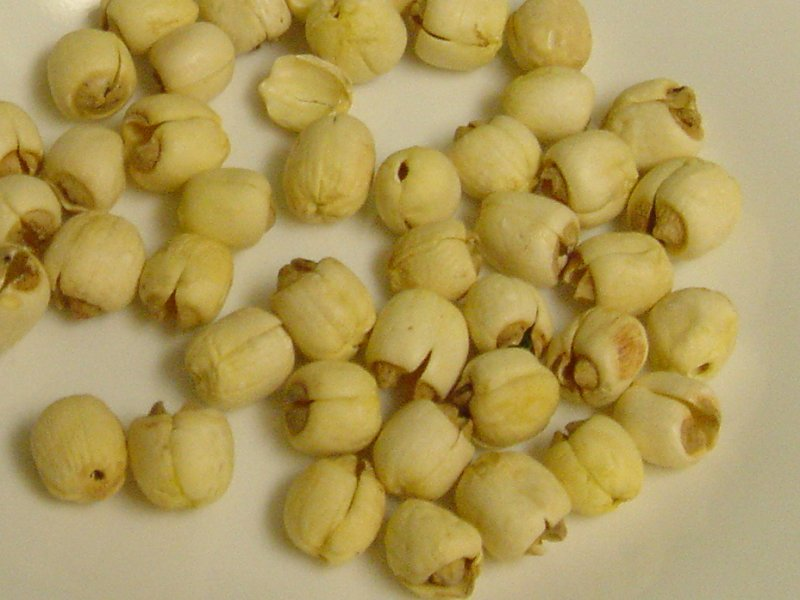
말린 연밥

연밥(蓮-, 영어: Lotus seed/Lotus nut)은 연꽃의 열매이다. 연실(蓮實)이라고도 한다. 대부분은 건조된, 껍질을 벗긴 형태로 판매되며 단백질, 비타민 B 복합체, 무기질이 다량 함유되어 있다.

## 같이 보기
- 연근
- 연꽃
- 팥소